# Sverre Kråkenes
Sverre Kråkenes (* 11. März 1931 in Fana, Bergen) ist ein ehemaliger  norwegischer Ruderer.

## Sportliche Karriere
1952 traten bei den Olympischen Spielen in Helsinki die drei Brüder Harald, Thorstein und Sverre Kråkenes zusammen mit Kristoffer Lepsøe im Vierer ohne Steuermann an. Nach einem zweiten Platz im Vorlauf und einem zweiten Platz im Halbfinale erreichten sie im Hoffnungslauf nur den dritten Platz und verpassten damit den Finaleinzug.
Sverre und Harald Kråkenes ruderten auch bei den Olympischen Spielen 1960 in Rom. Sie belegten im Doppelzweier den vierten Platz im Vorlauf und schieden mit einem zweiten Platz im Hoffnungslauf aus.